# (500326) 2012 SW7
(500326) 2012 SW7 es un asteroide perteneciente al cinturón de asteroides, descubierto el 26 de agosto de 2012 por el equipo del Pan-STARRS desde el Observatorio de Haleakala, Hawái, Estados Unidos.

## Designación y nombre
Designado provisionalmente como 2012 SW7.

## Características orbitales
2012 SW7 está situado a una distancia media del Sol de 3,000 ua, pudiendo alejarse hasta 3,387 ua y acercarse hasta 2,613 ua. Su excentricidad es 0,129 y la inclinación orbital 10,71 grados. Emplea 1898,45 días en completar una órbita alrededor del Sol.

## Características físicas
La magnitud absoluta de 2012 SW7 es 16,8.